# Квемо-Ламбало
Квемо-Ламбало (груз. ქვემო ლამბალო) — село в Грузии. Находится в Сагареджойском муниципалитете края Кахетия. Высота над уровнем моря составляет 450 метров. Население — 3021 человека (2014).